# Ásványrárói kálvária

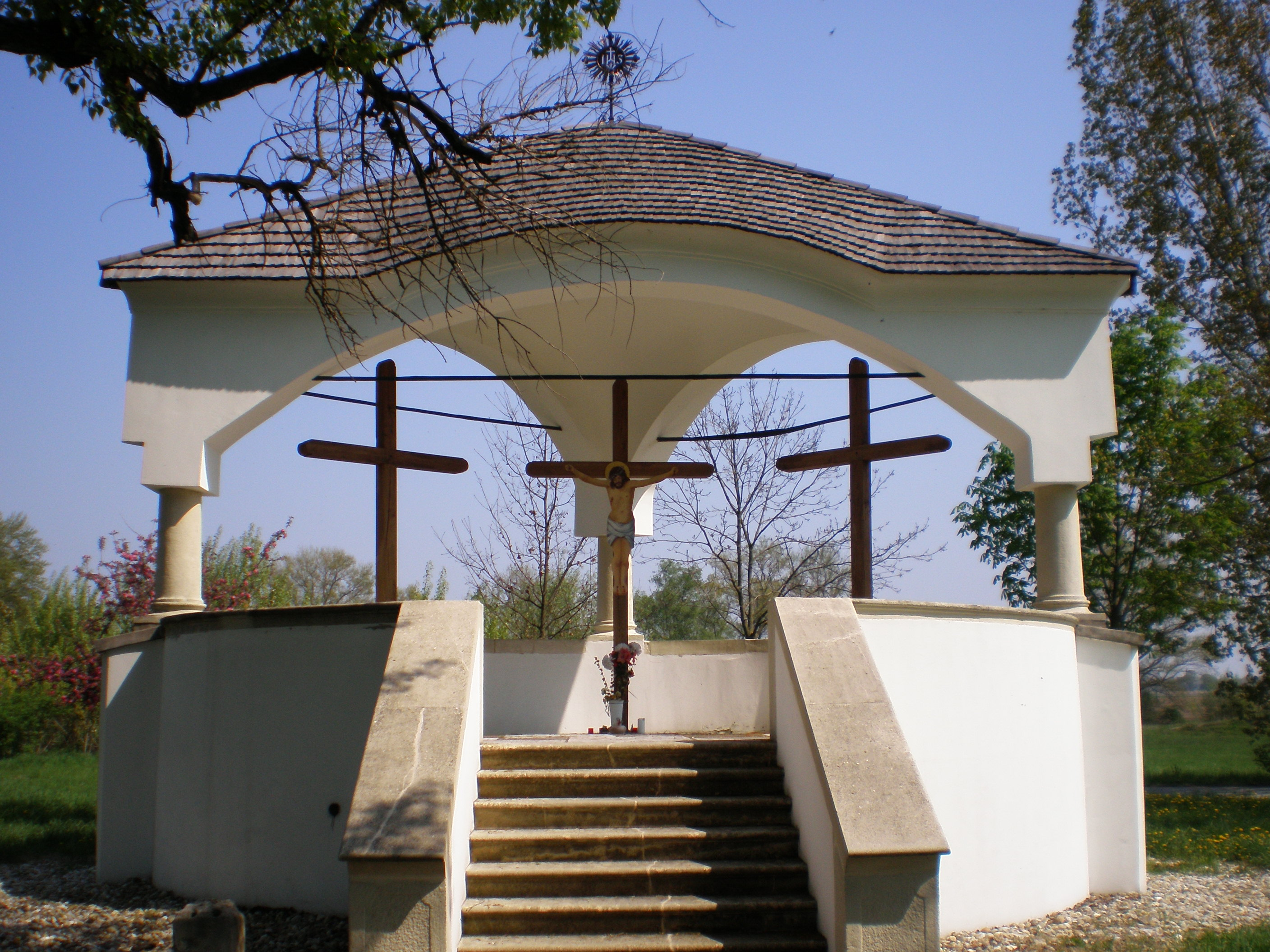

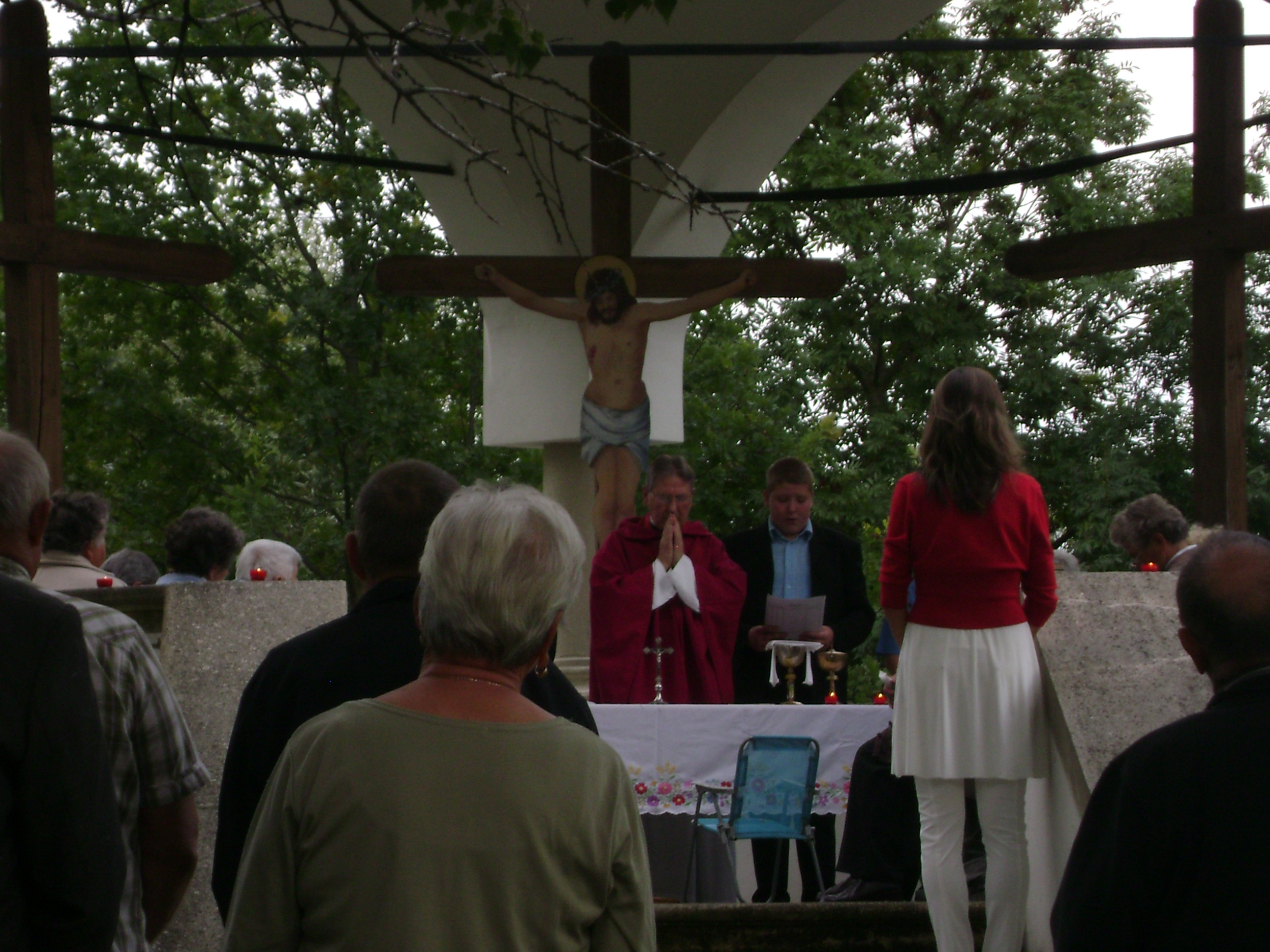
Mise a Szent Kereszt felmagasztalása ünnepén

Az ásványrárói kálvária a Győr-Moson-Sopron vármegyei Ásványráró határában, az 1401. számú út mellett található műemlék.
Magyarországon az eddig ismert háromszög alaprajzú épületek között a legkorábbi építésű.

## Építése
Nagyapponyi báró Apponyi Lázár, rárói földesúr 1738-ban építtette fel a kálváriát. Ráró ma Ásványráró része.
Az építész nem ismert, de egyes kutatók szerint az építmény centrális szerkezete, és az oszlopfők megformálása alapján az akkoriban a győri karmeliták templomát építő Wittwer Márton Athanáz karmelita szerzetes és építész munkája.

## Története
Az 1754 évi egyházlátogatási jegyzőkönyv említi, hogy a kálváriában Szűz Mária, és a kereszt alatt Szent János evangélista szobrai láthatók. 1828-ban megáldották a felújított kálváriát, a keresztek festettek. 1844-ben újra renoválták, a lépcsőnél álló szentek szobrait említik.
Az első világháború előtti fényképeken az oszlopfők felett szárnyakkal övezett angyalfejek díszítették a homlokzatot. Egy 1925-ben kiadott képeslapon látható a kálvária a szobraival. A második világháborúban, 1945 április 1-én egy szovjet aknatalálat során súlyosan megsérült, feltehetőleg ekkor semmisültek meg a szobrai.
Legutóbb széles körű társadalmi összefogással 2006-ban újították fel a kálváriát. 2006 szeptember 24-én, vasárnap hálaadó szentmisében áldotta meg a megújult építményt Zdiarszki László karmelita atya. Napjainkra a kálvária állapota szükségessé tenne egy újabb felújítást.

## Leírása
Minden megháromszorozódik a kálvárián. Az ovális mellvéden három karcsú, kockafejezetű oszlop áll. Ezek tartják a háromoldalú boltozatot. Alatta három kereszt található, melyek közül a két szélső a középső felé fordul. A barokk műemlék Jézus és a vele együtt felfeszített két lator keresztjét ábrázolja. A tetőcsúcson álló kovácsoltvas kereszt figyelemreméltó munka. A tetőzet vörös zsindely.

## Környezete
1754-ben említik a mellette lévő Mindenszentek-kápolnát. Ezt a kápolnát Apponyi a kálvária építésének ideje körül építtette a rárói híveknek.

Ekkor említenek mellette egy négyszobás, konyhás házat, melyben régebben remete élt. 1780-ban már romos a remetelak. 1754-ben megemlítik a közelében lévő forrást.

A kálvária mellett álló fekete nyárfa védett természeti érték, az 550 cm kerületű fa körülbelül százéves.

## Az építtető
Nagyapponyi báró Apponyi Lázár Széchényi György esztergomi érsek egyik birtoka révén lett Rárón részbirtokos 1695-ben. Első felesége a környék legnagyobb birtokos családjából származó loósi és hédervári báró Viczay Rebeka volt. Apponyi Lázár 1718-ban bárói, 1739. május 30-án grófi címet nyert a királytól. A kálvária építésekor bárói ranggal bírt. Korabeli iratokból kiderül, hogy kirívóan kegyetlenül bánt a jobbágyaival. 1748-ban eladta rárói birtokát.

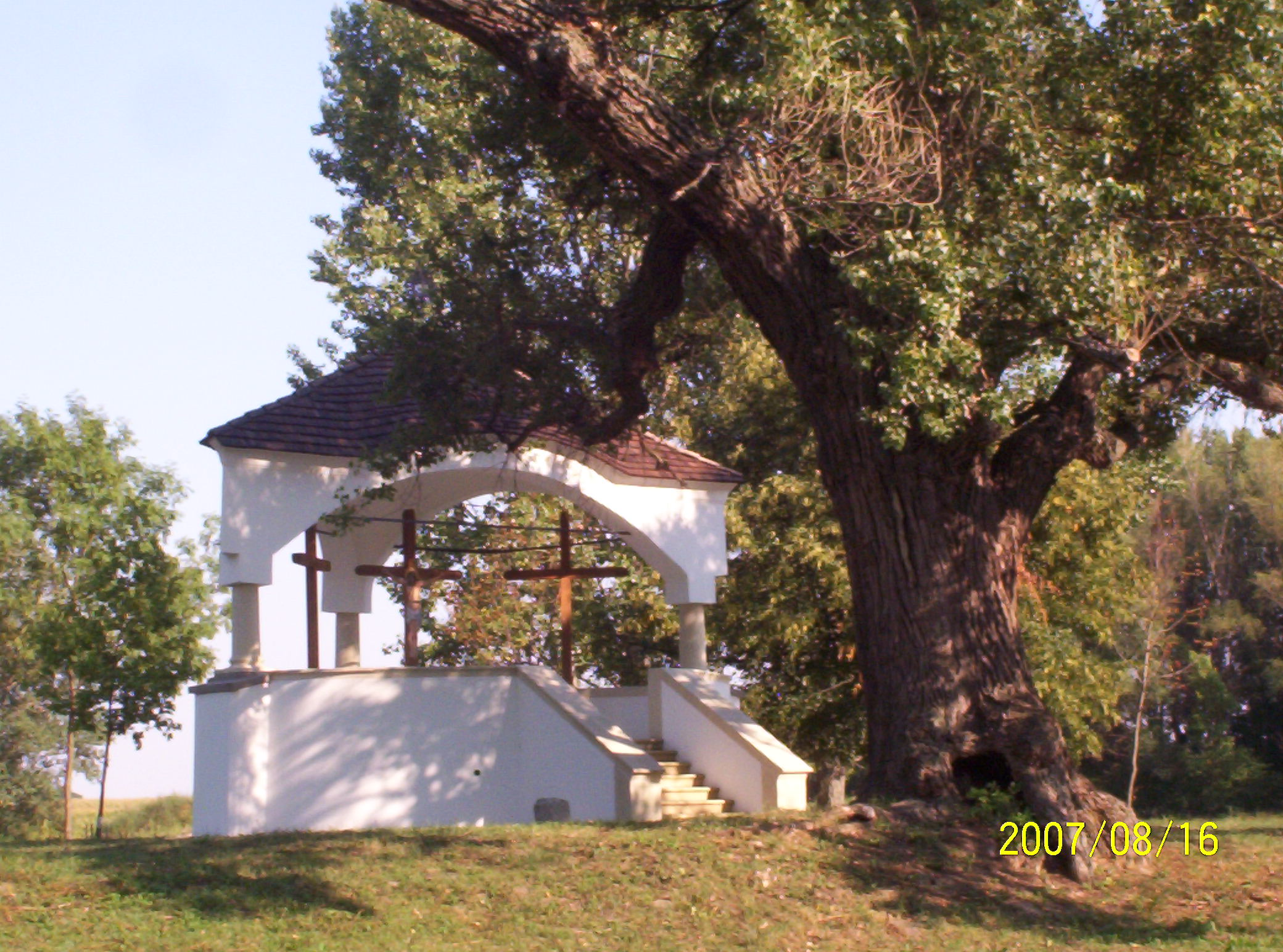
2007. évi fénykép
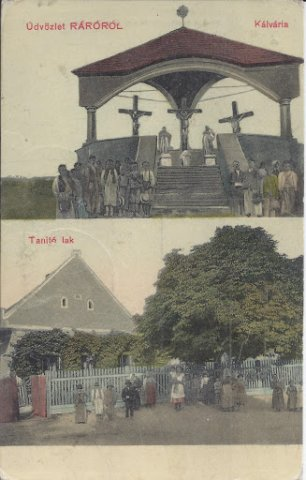
1925. évi képeslap
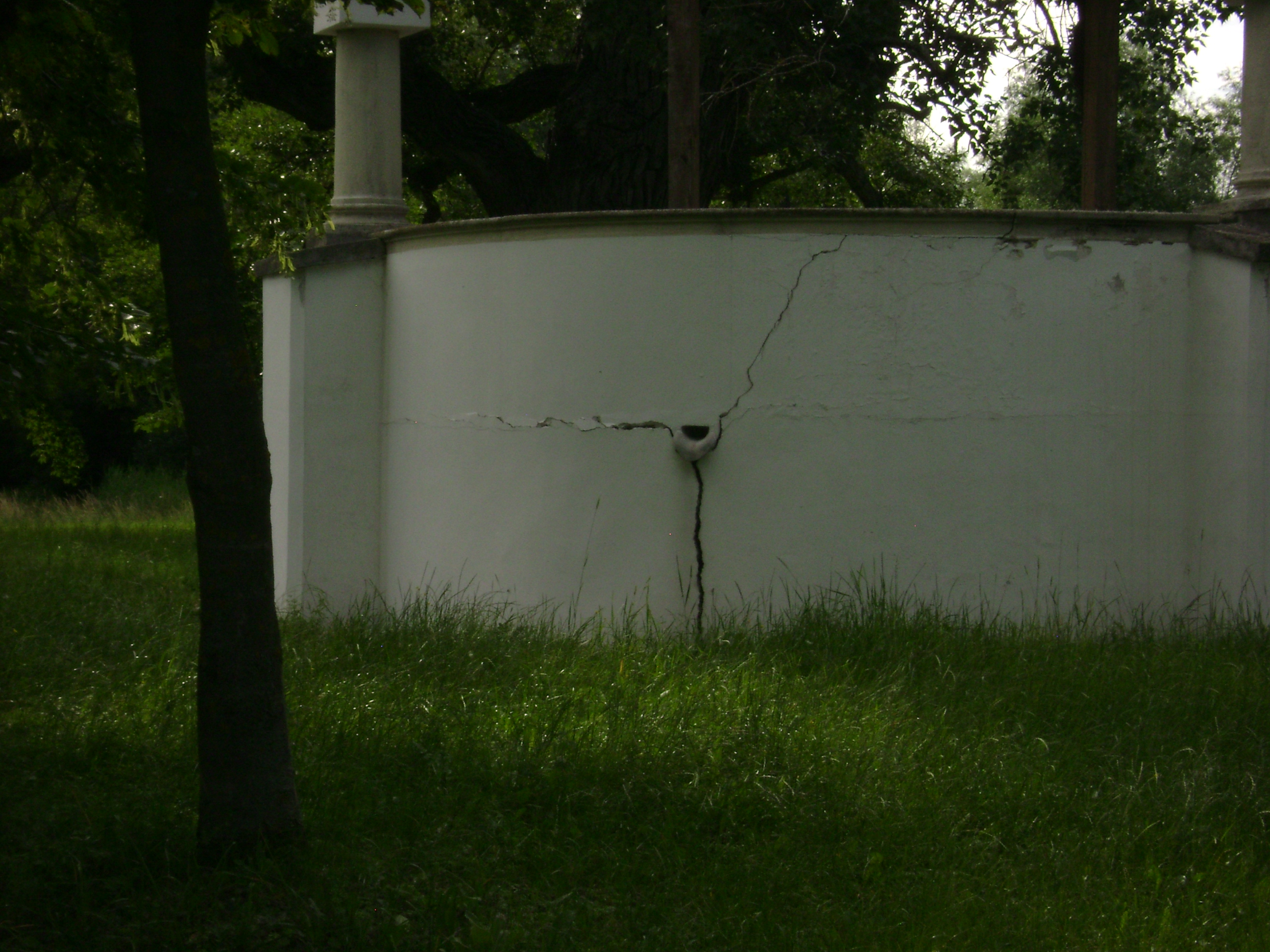
A kálvária  2013 júniusában